# Хайд, Анна
А́нна Хайд, герцоги́ня Йо́ркская и герцоги́ня О́лбани (встречается также вариант фамилии Гайд; англ. Anne Hyde, Duchess of York and of Albany; 12 (22) марта 1637 года, Виндзор — 31 марта (10 апреля) 1671 года, Лондон) — первая жена будущего короля Англии, Шотландии и Ирландии Якова II, мать двух королев: Марии II и Анны.
Анна познакомилась с будущим королём в Нидерландах при дворе его сестры Марии и вышла замуж за него уже будучи беременной. Брак женщины низкого происхождения с возможным наследником престола при дворе не одобряли, однако сам король Карл II, старший брат Якова, выступил за заключение брака. Анна склонила мужа к переходу в католичество, ярая приверженность к которому впоследствии послужила причиной свержения Якова в ходе Славной революции. Герцогиня Йоркская скончалась от рака груди вскоре после рождения восьмого ребёнка.

## Ранние годы
В 1629 году будущий отец Анны Эдуард Хайд женился первым браком на Анне Эйлифф, дочери сэра Джорджа Эйлиффа из Гриттенхэма. В течение последующих шести месяцев брака она перенесла выкидыш, заболела оспой и умерла. Три года спустя Хайд женился вторым браком на Фрэнсис Эйлсбери. В 1637 году в Крейнбурн-Лодж, Виндзор, родилась Анна — старшая дочь пары. Девочка была названа в честь первой жены отца. В 1649 году, после казни низложенного короля Карла I, семья Анны была вынуждена бежать из страны и укрываться в Нидерландах. Хайды поселились в Бреде, получив здесь дом от принцессы Марии, помогавшей многим знатным английским беглецам и сторонникам бывшего короля. Мария назначила Анну фрейлиной, вероятно вопреки желанию своей матери и покойного отца.
Анна быстро становилась любимицей людей, с которыми знакомилась в Гааге или загородном доме принцессы Марии в Тейлингене. Она была привлекательной и стильной, и заинтересовала многих мужчин. Одним из первых дворян, влюбившихся в Анну, стал Спенсер Комптон, младший сын графа Нортгемптона. Впрочем, сама Анна скоро влюбилась в Генри Джермина, который ответил на её чувства. Однако Анна разлюбила Генри так же быстро, как и влюбилась в него, встретив Якова, герцога Йоркского, сына свергнутого короля. 24 ноября 1659 года, через два или три года после первой встречи, Яков пообещал Анне жениться на ней. Карл, брат Якова, принуждал сопротивлявшегося брата к этому браку, поскольку считал, что сильный характер Анны окажет положительное влияние на его безвольного брата.

## Герцогиня Йоркская

### Брак
В 1660 году стало очевидно, что Анна беременна, и Яков был вынужден жениться на ней. Официальная церемония была проведена в частном порядке 3 сентября 1660 года в Лондоне вскоре после реставрации монархии. Бракосочетание состоялось в Вустер-хаусе — доме отца невесты на Стрэнде, и было проведено доктором Джозефом Кроутером, капелланом Якова. С этого дня и до самой смерти Анна именовалась Её Королевское Высочество герцогиня Йоркская. Французский посол описывал Анну как имеющую «мужество, ум и энергию, почти достойные королевской крови». Старший ребёнок пары, сын Чарльз, родился в октябре того же года, чуть менее, чем через два месяца после свадьбы, и умер в возрасте семи месяцев. Позже Анна родила ещё семерых детей: 4 дочери и 3 сына. Все сыновья и две дочери Анны и Якова умерли в детстве или младенчестве, ещё две достигли зрелого возраста.
Даже после свадьбы многие из окружения Якова осуждали принца за его поспешный брак с женщиной низкого происхождения, не беря в расчёт данное им ранее обещание. Сэмюэл Пипс считал: «… что брак герцога Йоркского с ней губителен для королевства, поскольку сделал канцлера вельможей, достигнувшим таких высот, которые в противном случае были бы достигнуты и простым человеком, но рассматривались бы людьми совершенно по-другому». Пипс, описывающий Якова как хорошего отца, отметил, что герцог и герцогиня не были тронуты смертью своего первенца. Пипс часто описывал Анну как «не только самую гордую женщину в мире, но и самую затратную». Даже в сознании будущего зятя — Вильгельма III Оранского, и кузины мужа — Софии Ганноверской, Анна навсегда осталась женщиной с клеймом низкого рождения. После смерти Анны королевский двор стал искать Якову новую жену, которая ни при каких обстоятельствах не должна была быть скромного происхождения.

### Семейная жизнь
Проблемы в браке преследовали Анну всю жизнь. Анна не сильно нравилась двору, а Яков много увлекался молодыми любовницами — такими как Арабелла Черчилль, которая родила герцогу четверых бастардов, двоих из них — ещё при жизни Анны. Анна никогда не забывала об этом: Пипс отмечал, что она ревновала и упрекала мужа, и в то же время они оба прославились неподобающим публичным проявлением чувств друг к другу. Пипс также писал, что когда Яков влюбился в леди Честерфилд, Анна жаловалась королю Карлу так настойчиво, что леди Честерфилд пришлось отправиться в сельскую местность и оставаться там до конца жизни.
Почти сразу после реставрации монархии Анна обратилась в католичество, которым она вместе с мужем увлеклась во время пребывания за рубежом. Как считает историк Джон Кэллоу, Анна «оказывала самое существенное влияние на его [Якова] разум». Несмотря на это, Яков перешёл в католичество только через восемь или девять лет после супруги, но и тогда продолжал посещать англиканские службы вплоть до 1676 года. Яков предпочёл сблизиться с протестантами, такими как Джон Черчилль, чья жена позже стала очень близкой подругой второй дочери Хайд, леди Анны. Король Карл, в то время выступавший против католичества, настоял на том, чтобы дети брата воспитывались в англиканской вере, хотя сам он на смертном одре тоже обратился в католичество. Выжившие дочери Анны и Якова воспитывались в англиканстве.

### Болезнь и смерть
Анна была больна в течение 15 месяцев после рождения младшего сына Эдгара. В 1669 и 1671 годах соответственно она родила двух младших дочерей Генриетту и Екатерину. После последних родов Анна уже не смогла оправиться. Болезнь оказалась раком молочной железы и Анна скончалась 31 марта 1671 года. Когда герцогиня находилась на смертном одре, два её брата, Генри и Лоуренс, попытались привести к ней англиканского священника, чтобы он причастил умирающую, но Анна отказалась и получила виатикум от католической церкви. Через два дня после смерти Анны её забальзамированное тело было погребено в усыпальнице шотландской королевы Марии Стюарт в капелле Генриха VII в Вестминстерском аббатстве. В июне того же года скончался единственный остававшийся в живых сын Эдгар, в декабре умерла самая младшая из детей пары — Екатерина; таким образом, из наследников герцога Йоркского остались в живых только две дочери: Мария и Анна.
Через два года после смерти Анны Яков женился во второй раз: его избранницей стала принцесса-католичка Мария Моденская, которая стала матерью единственного сына Якова, пережившего младенчество, — Джеймса. Яков стал королём Англии, Шотландии и Ирландии в 1685 году, однако был свергнут три года спустя. Трон, по предложению парламента, отошёл старшей дочери Анны, Марии, и её мужу Вильгельму III Оранскому. После смерти Марии в 1694 году и Вильгельма в 1702 году вторая дочь Анна стала королевой трёх королевств — и в 1707 году первым сувереном объединённого королевства Великобритания.

## Потомство
- Чарльз (22 октября 1660 — 5 мая 1661) — герцог Кембриджский; родился спустя два месяца после заключения брака между его родителями; умер в возрасте семи месяцев от оспы[44].
- Мария (30 апреля 1662 — 28 декабря 1694) — королева Англии, Шотландии и Ирландии; была замужем за своим кузеном Вильгельмом III Оранским. Совместно с мужем унаследовала трон отца после его свержения в 1689 году. Выживших детей не имела[45].
- Джеймс (12 июля 1663 — 20 июня 1667) — герцог Кембриджский; умер от бубонной чумы[46].
- Анна (6 февраля 1665 — 1 августа 1714) — королева Великобритании; была замужем за Георгом Датским. Унаследовала трон после смерти своего зятя и кузена в 1702 году. Первая королева Великобритании согласно Акту об унии 1707 года. Её единственный ребёнок, переживший младенчество, скончался в возрасте 11 лет[47].
- Чарльз (4 июля 1666 — 22 мая 1667) — герцог Кендал; умер от судорог[48].
- Эдгар (14 сентября 1667 — 8 июня 1671) — герцог Кембриджский; умер в детстве[37].
- Генриетта (13 января — 15 ноября 1669) — умерла в младенчестве[37].
- Екатерина (9 февраля — 5 декабря 1671) — умерла в младенчестве[37].

## В культуре
В мини-сериале 2003 года «Последний король» роль Анны исполнила Табита Уэди.